# リリン
リリン（לִילִין, Lîlîn）は、ユダヤ教における悪魔の一種。ヘブライ語リリスの複数形。リリムとも呼ばれる。

## 概要
伝承によれば、リリスが魔王サタンとの間に儲けた子供の悪魔達に名づけた名前である。新生児を襲ったり、睡眠中の男性を誘惑し、夢精させるとも云われる。女性淫魔であるサキュバスと関連付けられることも多い。
人類の祖先とする見方もある。